# Kriegerdenkmal Gladdenstedt

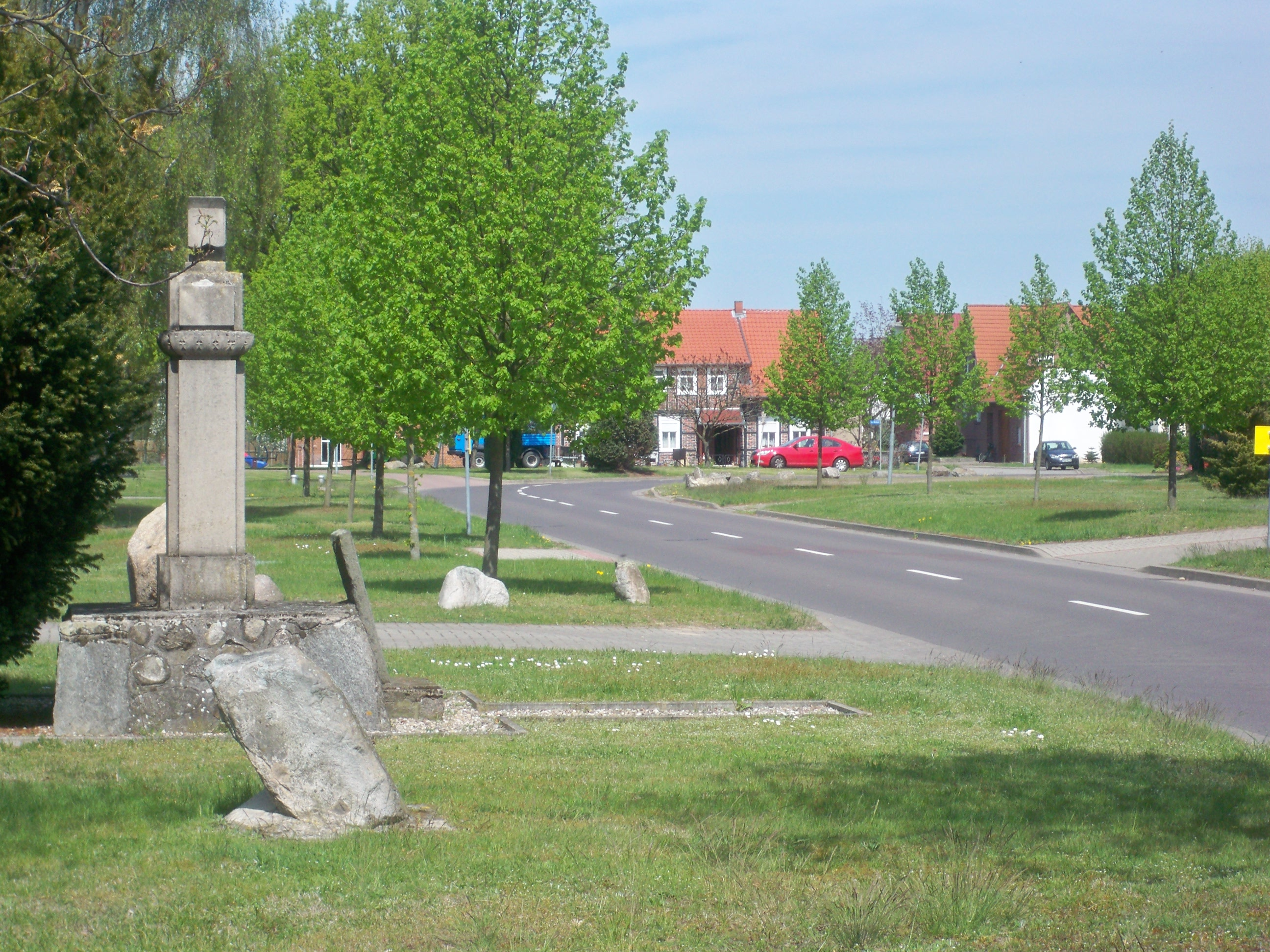
Kriegerdenkmal in Gladdenstedt

Das Kriegerdenkmal Gladdenstedt ist ein denkmalgeschütztes Kriegerdenkmal im Ortsteil Gladdenstedt der Gemeinde Jübar in Sachsen-Anhalt. Im örtlichen Denkmalverzeichnis ist das Kriegerdenkmal unter der Erfassungsnummer 094 90340 als Baudenkmal verzeichnet.

## Allgemeines
Das Kriegerdenkmal an der Lindenstraße wurde ursprünglich zum Gedenken an die gefallenen Soldaten des Ersten Weltkriegs errichtet. Nach 1945 wurde das Denkmal um eine Gedenktafel für die gefallenen Soldaten des Zweiten Weltkriegs erweitert. Das Denkmal ist eine Stele, gekrönt von einem Eisernen Kreuz und im oberen Drittel mit einem Stahlhelm verziert. Auf den unteren zwei Drittel der Stele stand einst eine Inschrift und die Namen der Gefallen. Durch Witterungseinflüsse sind diese kaum noch lesbar.
Im Kreisarchiv des Altmarkkreises Salzwedel ist die Ehrenliste der Gefallenen des Ersten Weltkriegs sowie ein Bild aus den 1930er Jahren erhalten geblieben.

## Inschrift
Erster Weltkrieg
Zweiter Weltkrieg